# Bahnstrecke Invercargill–Bluff
| Gemischter Zug Bluff–Invercargill, 1951 |                   |                                     |                                     |
| Karte des Hafens von Bluff (1954) mit eingezeichnetem südlichen Abschnitt der Bahnstrecke Invercargill–Bluff |                   |                                     |                                     |
| Streckenlänge: | 26 km             |                                     |                                     |
| Spurweite: | 1067 mm (Kapspur) |                                     |                                     |
| |                   |                                     |                                     |
| \| \| \| nach Kingston \| \| \| \| 0,00 \| Invercargill \| Invercargill \| \| \| \| nach Lyttelton \| \| \| \| 1,65 \| Clyde Street \| Clyde Street \| \| \| \| nach Tokanui \| \| \| \| 3,30 \| Kew \| Kew \| \| \| 4,30 \| Clifton Freight Terminal \| Clifton Freight Terminal \| \| \| 5,37 \| Clifton \| Clifton \| \| \| 8,18 \| Woodend \| Woodend \| \| \| \| Mokotua \| \| \| \| 9,89 \| Wards Crossing \| Wards Crossing \| \| \| 12,70 \| Awarua North \| Awarua North \| \| \| 13,38 \| Awarua \| Awarua \| \| \| 19,33 \| Greenhills \| Greenhills \| \| \| 21,91 \| Green Point \| Green Point \| \| \| 23,01 \| Ocean Beach \| Ocean Beach \| \| \| \| Anschlussgleis Gefrierfleisch-Werke \| \| \| \| \| Old Oyster Wharf \| \| \| \| 24,42 \| Bluff Junction \| Bluff Junction \| \| \| \| \| \| \| \| \| Bluff Island Harbour \| \| \| \| 26,11 \| Bluff \| Bluff \| \| \| \| \| \| \| Quellen: [1][2] \| \| \| \| |                   |                                     |                                     |
| Strecke |                   | nach Kingston                       | nach Kingston                       |
| Dienststation / Betriebs- oder Güterbahnhof | 0,00              | Invercargill                        | Invercargill                        |
| Abzweig geradeaus und nach links |                   | nach Lyttelton                      | nach Lyttelton                      |
| ehemaliger Bahnhof | 1,65              | Clyde Street                        | Clyde Street                        |
| Abzweig geradeaus und ehemals nach links |                   | nach Tokanui                        | nach Tokanui                        |
| ehemaliger Bahnhof | 3,30              | Kew                                 | Kew                                 |
| Dienststation / Betriebs- oder Güterbahnhof | 4,30              | Clifton Freight Terminal            | Clifton Freight Terminal            |
| ehemaliger Bahnhof | 5,37              | Clifton                             | Clifton                             |
| ehemaliger Bahnhof | 8,18              | Woodend                             | Woodend                             |
| Brücke über Wasserlauf |                   | Mokotua                             | Mokotua                             |
| Dienststation / Betriebs- oder Güterbahnhof | 9,89              | Wards Crossing                      | Wards Crossing                      |
| ehemaliger Bahnhof | 12,70             | Awarua North                        | Awarua North                        |
| ehemaliger Bahnhof | 13,38             | Awarua                              | Awarua                              |
| ehemaliger Bahnhof | 19,33             | Greenhills                          | Greenhills                          |
| ehemaliger Bahnhof | 21,91             | Green Point                         | Green Point                         |
| ehemaliger Bahnhof | 23,01             | Ocean Beach                         | Ocean Beach                         |
| Abzweig geradeaus und ehemals von rechts |                   | Anschlussgleis Gefrierfleisch-Werke | Anschlussgleis Gefrierfleisch-Werke |
| ehemaliger Bahnhof |                   | Old Oyster Wharf                    | Old Oyster Wharf                    |
| Blockstelle | 24,42             | Bluff Junction                      | Bluff Junction                      |
| Abzweig geradeaus und nach links · Strecke von rechts |                   |                                     |                                     |
| Strecke · Betriebs-/Güterbahnhof Streckenende |                   | Bluff Island Harbour                | Bluff Island Harbour                |
| Betriebs-/Güterbahnhof Streckenende | 26,11             | Bluff                               | Bluff                               |
| |                   |                                     |                                     |
| Quellen: |                   |                                     |                                     |

Die Bahnstrecke Invercargill–Bluff (Bluff Branch, seit 2011 offiziell: Bluff Line) ist eine Eisenbahnstrecke in Southland, Neuseeland, die Invercargill mit dem Hafen von Bluff (bis März 1917: Campbelltown) verbindet. Als eine der ersten Eisenbahnen Neuseelands wurde sie am 5. Februar 1867 eröffnet und ist weiterhin in Betrieb.

## Geschichte

### Bau
In den frühen Tagen der europäischen Kolonisation in Neuseeland war die Verbindung zwischen Bluff und Invercargill schwierig. Dazwischen lag teilweise unwegsames, sumpfiges Gelände. Der Bau einer Straße wurde 1859 vom Otago Provincial Council genehmigt, ließ sich aber wegen des Sumpfes nicht umsetzen. Die Provinz Southland spaltete sich 1861 von der Provinz Otago ab. Grund waren auch Streitigkeiten über die Ausgaben für die Infrastruktur. Der Rat der neuen Provinz erwog auch eine Eisenbahn als Alternative zur Straße. Im November 1862 beschloss er den Bau der Bluff Harbour & Invercargill Railway. Am 8. August 1863 fuhr mit der Lady Barkly, die erste Dampflokomotive in Neuseeland, auf einem kurzen fertiggestellten Gleisabschnitt. 1864 begann der Bau der Strecke nach Bluff.
Die Strecke wurde in Normalspur (1.435 mm) errichtet. Die Trassierung folgte der üblichen britischen Methode, bei kürzest möglicher Strecke auch Steigungen zu vermeiden, was kostspielige Erdarbeiten zur Folge hatte. Auch der Bau des Hafen- und Werftgeländes am New River in Invercargill war problematisch, da der tiefe, sumpfige Schlamm mit Steinen und Hartholzstangen befestigt werden musste. Schon bald nach der Eröffnung der Strecke gab der Oberbau in diesem Bereich nach und eine Umleitung musste gebaut werden, die 1872 fertiggestellt war. Von den damaligen Geländeverhältnissen ist aufgrund von Trockenlegungen und Aufschüttungen in den letzten 100 Jahren nur noch wenig erkennbar.
Erst in Clifton erreichte die Strecke leichter bebaubares Terrain. Am Beginn der Awarua-Ebene folgte erneut sumpfiges Gelände, das hohe Dämme und eine große Brücke erforderlich machte, um den gezeitenabhängigen Mokotua bei Wards Crossing zu queren. Der Abraum, der aus einem großen Einschnitt bei Woodend entnommen wurde, half beim Bau der Dämme. Nach Awarua verlief die Strecke bis zum Bluff Harbour durch unproblematisches Gelände. Um die Strecke dann auf die Bluff-Halbinsel zu führen, waren wieder aufwändige Dämme erforderlich.
Die Strecke hat nach ihrer Errichtung nie größeren Umbaumaßnahmen benötigt, auch wegen der hervorragenden, wenn auch kostspieligen Anlage der Strecke nach britischen Standards des 19. Jahrhunderts.

### Verzögerte Eröffnung
Die Strecke wurde am 5. Februar 1867 nach einer Verzögerung eröffnet, verursacht durch den Staatsbankrott der Provinz Southland, auch wegen der hohen Kosten für den Bau der Eisenbahn. Während der letzten Bauphasen wurde die Strecke bei Greenhills von wütenden Bauunternehmern blockiert, die noch für die Arbeiten an den großen Dämmen bezahlt werden mussten. Der örtliche Sheriff beschlagnahmte alle Vermögenswerte der Bahn und eine Zwangsverwaltung wurde angeordnet, die es ermöglichte, die Strecke fertigzustellen. Das Problem wurde gelöst, als der Provinzialrat von Otago sowie die Zentralregierung die entstandenen Schulden übernahmen. Mit der Eröffnung der Strecke war diese – im Verhältnis zu anderen Eisenbahnstrecken des Landes – erst einmal ein Inselbetrieb. Der Anschluss an das übrige Eisenbahnnetz erfolgte am 22. Januar 1879, als die Bahnstrecke Lyttelton–Invercargill durchgehend befahren werden konnte.

### Umspurung
1870 übernahm die Zentralregierung die Kontrolle über die weitere Entwicklung der Eisenbahn in Neuseeland. Um ein einheitliches Netz zu erhalten, Bau- und Betriebskosten zu senken, wurde als neuseeländische Standard-Spurweite die Kapspur von 1.067 mm festgelegt. Die Bahnstrecke Invercargill–Bluff wurde innerhalb eines einzigen Tages, am 18. Dezember 1875, auf diese Spurweite umgestellt. Die ursprünglichen Lokomotiven und das rollende Material mit Normalspur zogen sich zum Hafen von Bluff zurück, wurden dort auf die Cezarewitch verladen und zur Zweitverwendung nach New South Wales geschickt. Sie erreichten ihr Ziel allerdings nie, da das Schiff in Big Bay an der Westküste von Neuseeland Schiffbruch erlitt.

## Betrieb
Ab Mitte der 1960er Jahre wurden auf der Strecke Diesellokomotiven eingesetzt, die letzten Dampflokomotiven im Regelverkehr fuhren hier 1970.

### Güterverkehr

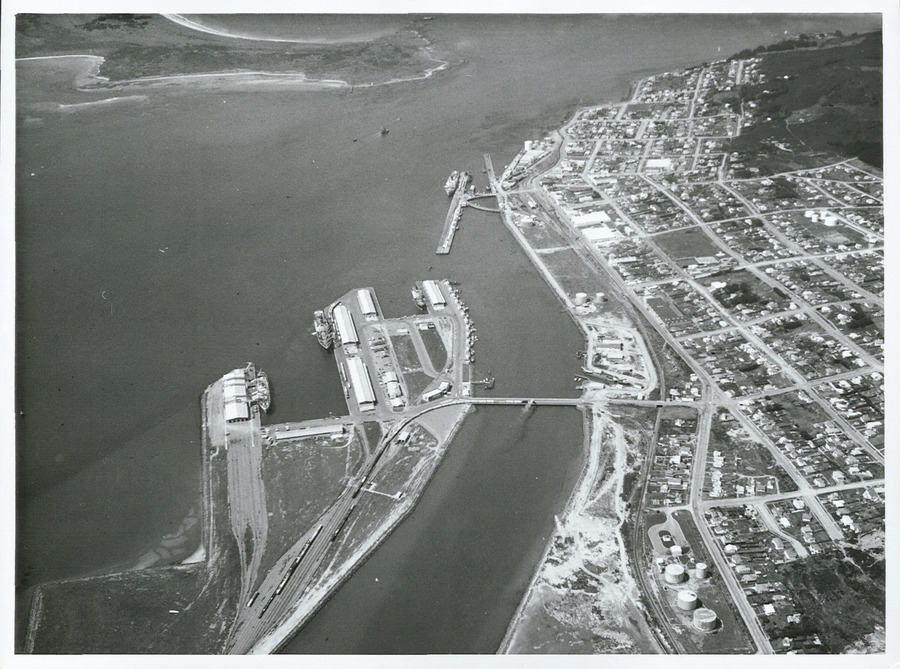
Hafen von Bluff, 1966 – die Brücke zur Hafeninsel wird sowohl von der Bahn als auch vom Straßenverkehr genutzt

Bluff etablierte sich als der wichtigste Hafen von Southland und die Strecke war so immer gut ausgelastet. Größere Gleisanlagen wurden in Bluff um den ursprünglichen Stadtkai herum gebaut. Ein neuer und größerer Hafen wurde ab 1956 bei Island Harbour errichtet und im Dezember 1960 eröffnet. Als der Containerverkehr zunahmen, verpasste Bluff diesen Trend, aber die Bahnstrecke wies weiter erheblichen Verkehr mit Gefrierfleisch, Wolle und Holz auf. Nachdem der Hafen von Bluff auch auf den Verkehr mit Containern setzte, übernahm die Bahn den Hauptanteil an deren An- und Abtransport. In Clifton entstand ein Containerverteilzentrum. Ersetzt wurde dies durch das neue multimodale Containerterminal SouthPort, das sich auf einem Teil des Bahnhofs von Invercargill befindet. Es hat der Strecke wieder beträchtliche Tonnage beschert. Regelmäßige Wartungsarbeiten an der Strecke, einschließlich des Austauschs von Schwellen, haben dazu geführt, dass nun auch schwerere Güterwagen mit höherem Eigengewicht die Strecke befahren können.

### Personenverkehr
Viele Jahre lang herrschte auf der Strecke auch reger Personenverkehr. So wurden am 1. Januar 1900 an einem einzigen Tag 12.000 Fahrgäste zu einer Regatta in Bluff befördert. Die Entwicklung moderner Straßennetze und privater Autos führte dazu, dass die Fahrgastzahlen ab den 1930er Jahren zurückgingen. Der Fahrplan von 1950 wies sieben Zugpaare mit einem achten an Freitagen, fünf an Samstagen und einem an Sonntagen aus. Das Angebot nahm in den folgenden Jahren stark ab. 1964 verkehrte nur noch ein Personenzug pro Richtung an Wochentagen und keiner mehr an Wochenenden. Das letzte Zugpaar diente überwiegend dem Schülerverkehr nach und von Invercargill. 1967 wurde der Personenverkehr auf der Strecke eingestellt. Personenzüge verkehrten nur noch als Sonderfahrten vereinzelt, etwa der Kingston Flyer zwischen 1979 und 1982, obwohl es keine Abfertigungseinrichtungen für Fahrgäste an der Strecke mehr gibt und Dampflokomotiven in eine Richtung mit dem Tender voraus fahren müssen, da sie in Bluff nicht wenden können.

### Nach 2000
Im Jahr 2000 wurde die Strecke auf den Status eines Industrie-Anschlussgleises zurückgestuft, um Kosten für den Unterhalt zu sparen. Südlich von Clifton sind Sperrfahrten die übliche Zugsicherung, also der Betrieb mit nur einem Zug auf der Strecke. Die Kreuzungsmöglichkeit in Wards Crossing wurde aber erhalten, so dass ein Mehr-Zug-Betrieb, gesichert durch schriftliche Fahrbefehle, weiterhin möglich ist.

## Wissenswert
Der Bahnhof von Bluff war der südlichste des Britischen Weltreichs.